# Thomas Lurz
Thomas Peter Lurz (født 28. november 1979 i Würzburg) er en tysk tidligere langdistance- og åbent vand-svømmer, der har været verdensmester og deltaget i tre olympiske lege. 
Han opnåede sine første store internationale resultater i 2002, da han først vandt EM-sølv i 5 km svømning og senere VM-bronze i samme disciplin.
Han kom derpå med til OL 2004 i Athen, hvor han svømmede 1500 m fri (den længste distance) og endte på en 22. plads.
I 2005 opnåede han sin første topplacering ved et internationalt mesterskab, da han vandt VM-guld på 5 km; han vandt også VM-sølv på 10 km. Året efter vandt han VM-guld på både 5 og 10 km i åbent vand, og i 2007 gentog han bedriften fra 2005 med VM-guld på 5 km og -sølv på 10 km i bassin. I 2008 vandt han VM-guld på 5 km og -bronze på 10 km i åbent vand.
Dermed var han blandt favoritterne, da 10 km åbent vand-svømning kom på det olympiske program i 2008 i Beijing, og han kom da også på medaljeskamlen, da han hentede bronze, ganske tæt på briten Dave Davies på andenpladsen, mens hollænderen Maarten van der Weijden vandt guld med et par sekunders forspring.
I 2009 blev han verdensmester på både 5 og 10 km i bassin. Han blev desuden samlet vinder af FINAs 10 km World Cup i åbent vand i 2009, hvor han vandt otte ud af ti afdelinger. Han deltog ikke i den første afdeling, og blev nummer to ved finalearrangementet. I 2010 vandt han EM-guld i 10 km bassin samt VM-guld i 5 km åbent vand, og han vandt en guld- og to sølvmedaljer ved VM i bassin 2011.
Ved OL 2012 i London var han igen med i favoritfeltet, men det blev tuneseren Oussama Mellouli, der vandt, mens Lurz blev nummer to, tre sekunder efter, og canadieren Richard Weinberger nummer tre, yderligere et par sekunder efter.
Ved VM i bassin i 2013 vandt Lurz to guldmedaljer, blandt andet i 25 km, samt en sølv og en bronze, og ved EM i 2014 blev det til en sølv- og to bronzemedaljer. Han indstillede sin aktive karriere i maj 2015.
Efter stoppet i svømning har Lurz arbejdet i HR-afdelingen i et modefirma, og han har endvidere engageret sig ledelsen af SV 05 i Würzburg. I 2013 fik han udgivet bogen Auf der Erfoldswelle schwimmen rettet mod unge svømmere.